# Wiktor Łukaszenko (piłkarz)
Wiktor Awraamowycz Łukaszenko, ukr. Віктор Авраамович Лукашенко, ros. Виктор Авраамович Лукашенко, Wiktor Awraamowicz Łukaszienko (ur. 2 lipca 1937 w Kijowie, zm. 5 stycznia 2022) – ukraiński piłkarz, grający na pozycji obrońcy, trener piłkarski.

## Kariera piłkarska

### Kariera klubowa
Wychowanek Szkoły Sportowej Nr 1 w Kijowie. W 1956 rozpoczął karierę piłkarską w klubie Dynamo Kijów. Potem służył w wojskowej drużynie SKWO Swierdłowsk. Po demobilizacji powrócił do Dynama, ale występował przeważnie w drużynie rezerwowej. W latach 1960–1962 bronił barw Arsenału Kijów, skąd przeszedł do Metałurha Zaporoże. W 1965 występował w Łokomotywie Winnica, ale powrócił do Metałurha, w którym w 1968 zakończył karierę piłkarską.

## Kariera trenerska
Ukończył studia w Instytucie Pedagogicznym w Winnicy i po zakończeniu kariery piłkarskiej rozpoczął pracę szkoleniową. Trenował zespoły Metałurh Zaporoże, Spartak Iwano-Frankiwsk, Awanhard Równe, Krystał Chersoń, Dnipro Dniepropetrowsk, Prykarpattia Iwano-Frankiwsk, Dnipro Czerkasy, Krylja Sowietow Kujbyszew, Dinamo Machaczkała, Arsenał Tuła, Mietałłurg Magnitogorsk, Rubin-TAN Kazań, Torpedo Miass i Wiktor Zaporoże. W latach 1999–2001 pracował na stanowisku trenera konsultanta w rosyjskim klubie Łada Togliatti. Potem prowadził FK Syzrań-2003.

## Sukcesy i odznaczenia

### Sukcesy trenerskie
- mistrz Ukraińskiej SRR: 1970 (z Metałurhem Zaporoże)

### Odznaczenia
- tytuł Mistrza Sportu ZSRR: 1970
- tytuł Zasłużonego Trenera Ukrainy: 1980